# 할람 쿨리

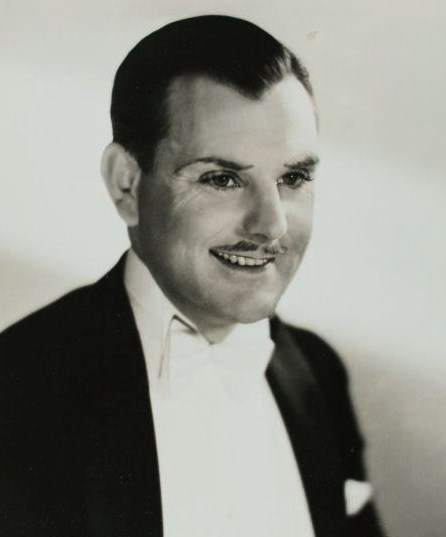

할람 쿨리(Hallam Cooley, 1895년 2월 8일 ~ 1971년 3월 20일)는 미국의 배우, 영화배우이다.
브루클린에서 태어났다.

## 영화
- 홀리데이 (1930년)
- 노 플레이스 투 고 (1927년)